# Обербаххајм
Обербаххајм (њем. Oberbachheim) општина је у њемачкој савезној држави Рајна-Палатинат. Једно је од 137 општинских средишта округа Рајн-Лан. Према процјени из 2010. у општини је живјело 215 становника. Посједује регионалну шифру (AGS) 7141100.

## Географски и демографски подаци
Обербаххајм се налази у савезној држави Рајна-Палатинат у округу Рајн-Лан. Општина се налази на надморској висини од 300 метара. Површина општине износи 2,8 km². У самом мјесту је, према процјени из 2010. године, живјело 215 становника. Просјечна густина становништва износи 75 становника/km².

## Међународна сарадња
| Мјесто  | Држава    | Врста сарадње | Од    |
| ------- | --------- | ------------- | ----- |
| Формери | Француска | партнерство   | 1986. |
| Извор   |           |               |       |